# Tordinci
Tordinci (Servisch: Тординци; Hongaars: Valkótard) is een gemeente in de Kroatische provincie Vukovar-Srijem.
Tordinci telt 2251 inwoners.
Dorpen in de gemeente zijn:
Antin (806 inwoners)
Korog (521 inwoners)
Mlaka Antinska (88 inwoners)
Tordinci (836 inwoners)
Het dorp Korog (Hongaars: Kórógy) is een Hongaarse enclave. In 2011 verklaarde ruim de helft van de inwoners zich etnisch Hongaar.
Steden (gradovi): Ilok · Otok · Vinkovci · Vukovar · Županja

Gemeenten (općine): Andrijaševci · Babina Greda · Bogdanovci · Borovo · Bošnjaci · Cerna · Drenovci · Gradište · Gunja · Ivankovo · Jarmina · Lovas · Markušica · Negoslavci · Nijemci · Nuštar · Privlaka · Stari Jankovci · Stari Mikanovci · Štitar · Tompojevci · Tordinci · Tovarnik · Trpinja · Vođinci · Vrbanja